# HMS Montagu (1779)
HMS Montagu (1779) — 74-пушечный линейный корабль третьего ранга. Второй корабль Королевского флота, названный в честь герцогов Монтегю. Заказан 16 июля 1774 года. Спущен на воду 28 августа 1779 в Чатеме. Относился к так называемым «обычным» 74-пушечным.

## Служба

### Американская революционная война
Участвовал в Американской войне за независимость.
Был у мыса Финистерре и в Битве при лунном свете, при Мартинике, при Форт-Ройял, при Чесапике, при Островах Всех святых, в проливе Мона.

### Французские революционные войны
Участвовал во Французской революционной войне. Был при Первом июня, при Кампердауне.
1797 — Капитан Джон Найт (англ. John Knight), эскадра Северного моря. Принимал участие в битве при Кампердауне (нидерл. Kamperduin) 11 октября 1897 года.
1799 — в блокадной эскадре под Кадисом.
1800 — капитан Найт, старший прибрежной эскадры под Брестом, на Montagu принудил к бою французские фрегаты в заливе Бертюм 12 апреля, но они были слишком хорошо защищены многочисленными батареями.
12 октября 1800 при Лориане обнаружен конвой малых бригов и шлюпов, укрывшийся в Порт Данен. Лейтенанты Бисетт (англ. Bysett) и Найт (англ. Knight) на шлюпках Montagu, а следом лейтенанты Данлоп (англ. Dunlop) и Гриффитс (англ. Griffiths) с HMS Magnificent под прикрытием Montagu вошли в порт и, несмотря на ядра и картечь с береговой батареи и двух судов, взяли на абордаж и увели одиннадцать «купцов» и один сожгли. Другой был потоплен собственными ядрами противника и еще один стоял слишком высоко вверх по реке, и был недосягаем.
Со шлюпками Montagu были лейтенанты морской пехоты Александер (англ. Alexander), Монтгомери (англ. Montgomerie), Митчелл (англ. Mitchell) и Джордон (англ. Jordon) и лейтенант русского флота Самарин. Один матрос с Montagu был убит, двое получили ранения.
Позднее в том же месяце шлюпки под командованием и. о. лейтенанта Уэллса (англ. Wells) взяли большой бриг, груженый вином и коньяком, из-под стен Порт-Луи. Прикрывая эту операцию, Montagu получил два попадания в корпус.
Люггер, шедший в Ле Пале (Бель-Иль) с дровами, был отрезан и уничтожен.
Когда Montagu огибал мыс Пуант дю Круазик, выходя из мелкого устья Луары, несколько батарей открыли огонь, чтобы защитить бриг и шлюп, ожидавшие прилива. Шлюпки Montagu под огнём вошли в гавань, бриг спустил французский флаг и поднял флаг Гамбурга, затем экипажи покинули оба судна. Один матрос Montagu был убит, один матрос и морской пехотинец тяжело ранены, еще два легко.
28 октября в устье Луары выше Пуант-Назер были только небольшой корабль и несколько люггеров. В бухте де Бурньеф (Иль-де-Нуармутье), обнаружились два брига и галиот которые шлюпки Montagu взяли абордажем. Хотя они ждали полного прилива, но стояли среди сложных каналов в осушках, вывести их было невозможно, так что пришлось сжечь.
1801 — капитан Керзон (англ. Curzon). Пользуясь штормом 23 января 1801 года, французская эскадра под командованием адмирала Гантюма бежала из Бреста через пролив дю Раз. Её преследовал отряд Флота Канала контр-адмирала сэра Роберта Кальдера (англ. Sir Robert Calder), который также был отнесен от берега.
В начале 1801, (временно командовал капитан Роберт Катбертсон) Montagu был выделен в эскадру Кальдера (HMS Prince Of Wales, HMS Pompie, HMS La Juste, Montagu, HMS Spencer, HMS Courageux, HMS Cumberland, HMS Thames и HMS Magicienne) на поиск французов, но во время шторма у мыса Ортегаль потерял все мачты. Зашел в Тахо на ремонт.
Был направлен на Мартинику, вернулся с конвоем Вест-Индии. В конце июня — начале июля у южной оконечности Ирландии в течение четырех ночей конвой подвергался нападениям французского приватира Braave, которому удалось бежать от преследования Montagu и HMS Glenmore с помощью весел.
7 июля Montagu вышел из Плимута в Портсмут для ремонта и прибыл на следующий день. Доставил новобранцев для HMS Dreadnought, который готовился выйти в море.
1803 — в резерве в Чатеме.

### Наполеоновские войны
Участвовал в Наполеоновских войнах. В атлантической кампании 1806 года был в эскадре адмирала Ричарда Стрэчена. Служил на Средиземном море в адриатической кампании 1807−1814.
1805 — Капитан Роберт Уоллер Отуэй (англ. Robert Waller Otway), Флот Канала.
21 августа двадцать один французский корабль брестского флота вышел из пролива Гуле и встал на якорь в устье залива. Montagu был тогда у о. Уэссан с 16 другими кораблями под командой адмирала Корнуоллиса, который сразу же отправился на рекогносцировку противника. Британский флот на ночь встал на якорь к югу от Черных скал и рано утром следующего дня направился к заливу Камаре, в плотном боевом порядке, HMS Ville De Paris ведущим, за ним HMS Caesar и Montagu. Они дважды повернули оверштаг последовательно, прежде чем фрегат HMS Indefatigable вступил в бой с французским 80-пушечным Alexandre. Ville De Paris, Montagu, Caesar, Namur и три других прибавили парусов и пошли на французский флот, остальные были в нескольких милях за кормой.
По мере того, как французы отступали в гавань, Montagu и Caesar вышли из линии, чтобы атаковать Alexandre, и весь британский авангард попал под огонь береговых батарей, и понес некоторые повреждения. У Montagu был отстрелен шпор фор-стеньги, но потерь в людях не было. Около полудня английские корабли повернули фордевинд и направились в море.
1807 — Средиземное море.
1808 — Капитан Мубрей (англ. Moubray), Средиземное море.
18 марта 1810 Капитан Эйр (англ. Eyre) на HMS Magnificent собрал эскадру в Занте, состоящую из Montagu, HMS Belle Poule, HMS Leonidas и HMS Imogen, для нападения на остров Святой Мавры (Лефкас). Входя в гавань с помощью лоцмана, Montagu выскочил на мелководье и потерял руль. Из-за этой аварии он не смог принять участие в атаке; войска и морская пехота были распределены по другим кораблям.
Морская пехота с Magnificent, Montagu и Belle Poule высадились в утро 22 марта, и вскоре овладела городом и штурмом взяла редуты цитадели. Тем временем капитан Мубрей навесил руль и 30-го присоединился к капитану Эйру.
Как только Montagu прибыл, два орудия с гон-дека и при них 100 человек были выгружены для службы на берегу. 6 апреля капитан Эйр оставил Montagu охранять транспорты, снял с берега моряков Magnificent и двинулся вокруг острова на противоположную сторону. Были высажены ещё люди с Montagu, чтобы компенсировать убыль, все поступили под командование лейтенанта Лайонса (англ. Lyons).
HMS Kingfisher прибыл с Мальты 5-го с известием, что противник намерен высадить подкрепления, ему было велено держаться в море, не становясь на якорь. Интенсивная перестрелка между цитаделью и батареей осаждающих продолжалась до 16 апреля, когда противник капитулировал. Montagu потерял четырёх человек убитыми: Уильям Квин (англ. William Quin), помощник рулевого, и трое морских пехотинцев, Джон Уильямс (англ. John Williams), Томас Сигер (англ. Thomas Seager) и Чарльз Гей (англ. Charles Gay). Двадцать один человек был ранен.
Montagu вернулся на Мальту, где 12 мая помощник комендора по имени Уильям Элден (англ. William Elden) был на берегу в последнюю ночь увольнения. На обратном пути на корабль он зашел в таверну, поискать других моряков, и там выпил с двумя мужчинами в ливреях. Один стакан следовал за другим. На военно-полевом суде в Порт-Маоне в феврале 1811 года, он показал, что ничего не помнит до следующего утра, когда обнаружил, что лежит в помповом колодце идущего корабля, с двумя товарищами, Т. Фишером (англ. T. Fisher), рулевым с Montagu, и Брауном (англ. Brown).
Выйдя на палубу, он нашел там других моряков и узнал, что находится на корабле Pylades, принадлежащем молодому дворянину, маркизу Слайго, который путешествует по Средиземному морю. 30 мая на Pylades высадилась абордажная партия с HMS Active под командой лейтенанта и мичмана и сделала обыск, но не смогла найти дезертиров, которых спрятали люди маркиза. Затем они ушли на Патмос, где десяти членам экипажа позволили сойти на берег и сказали, что корабль не уйдет в течение тринадцати дней, однако вечером он бросил их и ушел. Британский консул на Хиосе пытался вернуть их на борт, но от них отказались.
Уильям Элден был обвинен в дезертирстве и приговорен к 200 плетям, но приговор был отсрочен, и позднее, 16 декабря 1812 года, он выступил в качестве свидетеля обвинения против маркиза в Олд-Бейли. Маркиз был признан виновным в заманивании Элдена на борт и склонении его к дезертирству, оштрафован на 500 фунтов и приговорен к четырём месяцам в тюрьме Ньюгейт.
1811 — Montagu в резерве в Чатеме.

### Война 1812 года
Участвовал в Войне 1812 года. В 1813 году снял блокаду с бразильского порта Салвадор, освободив HMS Bonne Citoyenne.
1812 — капитан Манли Диксон (англ. Manley Dixon), июнь 1811. Под флагом его отца, контр-адмирала Манли Диксона на Балтике и Южно-Американской станции до июля 1813, когда он поменялся постами с капитаном HMS Nereus (42) Питером Хейвудом (англ. Peter Heywood).
1814 — у Шельды.
1815 — тот же капитан, Спитхед, готовился в Америку.
1818 — отправлен на слом и разобран.